# Jean Ginet
Pour les articles homonymes, voir Ginet.
Jean Ginet, né le 31 décembre 1881 à Châbons (Isère) et mort le 27 mars 1942 à Châbons (Isère), est un homme politique français. 

## Biographie
Jean Ginet est hôtelier à Châbons et où il exploite une petite propriété. Il devient conseiller d'arrondissement en 1914.
Une fois la Première Guerre mondiale terminée et après avoir reçu la Croix de guerre, il est élu maire de Châbons lors des municipales de 1919 et devient en 1931 conseiller général du Canton du Grand-Lemps.
Aux législatives de 1936, il se présente dans la 1re circonscription de la Tour-du-Pin sous la bannière du parti radical et radical-socialiste auquel il adhère. Il bat le député sortant de l'AD, Antonin Brocard, au second tour de scrutin par 8 572 voix sur 14 420 votants, contre 5 736 voix pour celui-ci alors qu'il était en tête au premier tour (5 736 voix contre 5 144 suffrages pour Jean Ginet sur les 16 850 votants).
Son mandat de parlementaire est prolongé de 2 ans car un décret de juillet 1939 a prorogé jusqu'au 31 mai 1942 le mandat des députés élus en mai 1936.
Il décide de voter favorablement l'attribution des pleins pouvoirs constituants au maréchal Pétain le mercredi 10 juillet 1940 lors du congrès de Vichy.
Jean Ginet décède le 27 mars 1942 lors d'une réunion du conseil municipal, assurant jusqu'à la fin ses mandats de député, maire et de conseiller général.

## Détail des fonctions et des mandats
Mandats locaux
- 1919 - 27 mars 1942 : Maire de Châbons
- 1931 - 27 mars 1942 : Conseiller général du Canton du Grand-Lemps

Mandat parlementaire
- 3 mai 1936 - 27 mars 1942 : Député de l'Isère

## Sources
- « Jean Ginet », dans le Dictionnaire des parlementaires français (1889-1940), sous la direction de Jean Jolly, PUF, 1960 [détail de l’édition]